# 小行星5897
小行星5897（英語：5897 Novotna）是一颗围绕太阳公转的小行星。1984年9月29日，安東寧·姆爾科斯在克列特发现了此天体。
这颗小行星的绝对星等为89.25057等。